# Stanislas Limousin

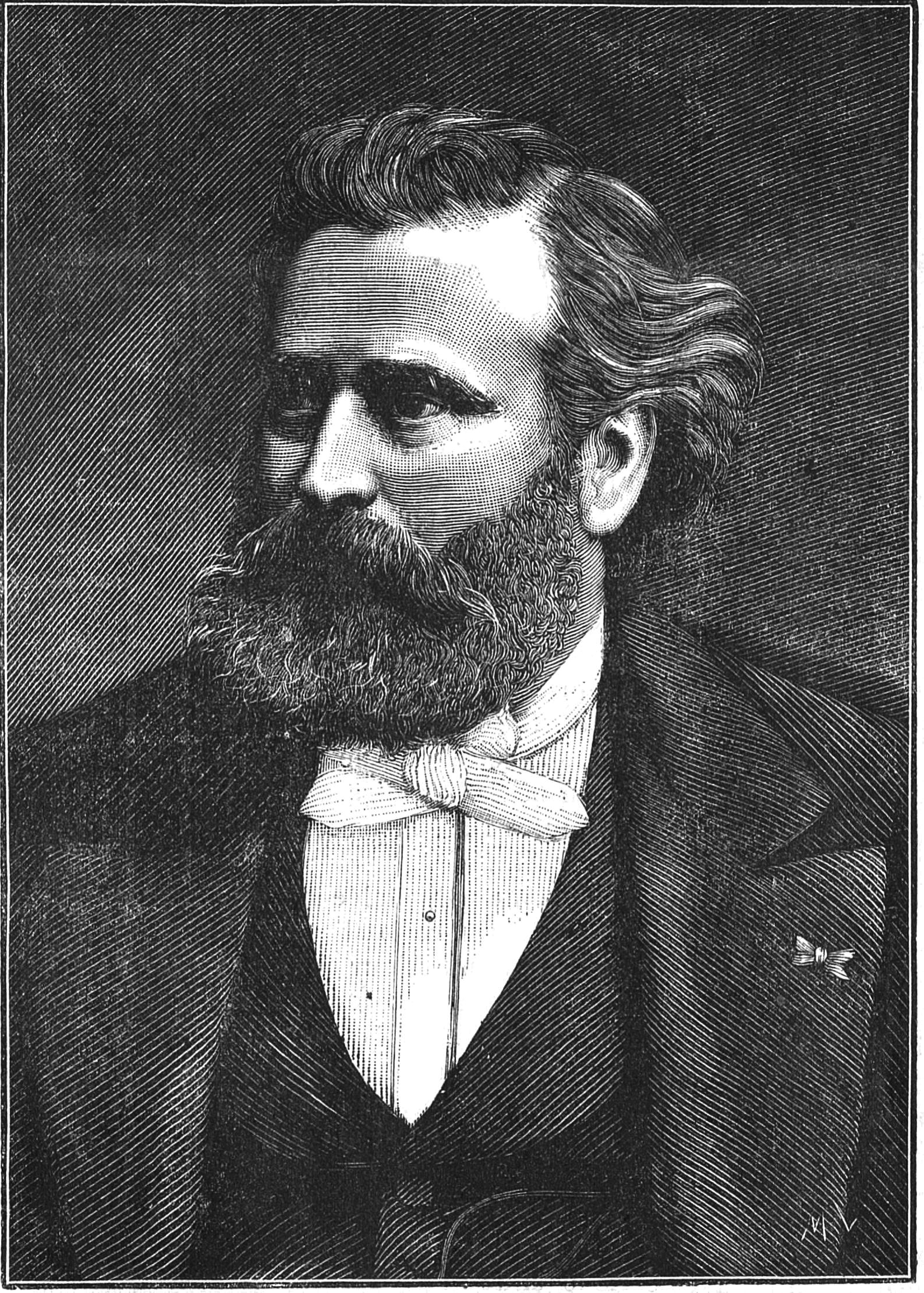
Porträt von Stanislas Limousin (1879)

Euphrasie-Stanislas-Alexis-Arsène Limousin (* 29. Mai 1831 in Ardentes; † 7. April 1887 in Paris) war ein französischer Apotheker und Erfinder. Er war an der Entwicklung der Kapseln beteiligt, erfand die Ampullen für Injektionslösungen und trug zur Erfindung der Sauerstoffflasche bei.

## Leben
Limousin besuchte das Collège in Châteauroux, ehe er nach Paris ging und dort den Beruf des Apothekers erlernte. Ab 1855 war er als Apotheker in verschiedenen Pariser Krankenhäusern und für das städtische Gesundheitswesen tätig. Später hatte er eine eigene Apotheke. Unter dem Einfluss von Jean Nicolas Demarquay untersuchte er die Möglichkeiten zur Speicherung und Verabreichung von Sauerstoff zu medizinischen Zwecken. Basierend auf den Arbeiten von Demarquay, Claude Bernard und Paul Bert entwickelte er eine einfache und kostengünstige Methode zur Aufbewahrung von medizinischem Sauerstoff. Außerdem war er an der Herstellung des 1875 von Joseph Crocé-Spinelli genutzten Sauerstoffballons Zenith beteiligt. Darüber hinaus erfand er sogenannte Oblatenkapseln, bei denen der Arzneistoff zwischen zwei Oblaten liegt.  Am bekanntesten ist Limousin für die Erfindung von Ampullen, die als Behältnisse für Injektionslösungen dienen. Er starb 1887 nach langer Krankheit.